# زين عبد الهادي
زين الدين محمد عبد الهادي (1 ديسمبر 1956 -) باحث وروائي مصري، نشر له العديد من الأعمال العلمية والإبداعية، حاصل على درجة أستاذ في علوم المعلومات، ويشغل منصب رئيس قسم المكتبات والمعلومات بكلية الآداب جامعة حلوان منذ 2004. كما شغل منصب مستشار المعلومات وتطوير النظم – المنظمة العربية للتنمية الإدارية منذ 2005 حتى أكتوبر 2008.

## المؤهلات الدراسية
حصل د.عبد الهادي على ليسانس المكتبات من قسم المكتبات والمعلومات، بكلية الآداب جامعة القاهرة عام 1979 بتقدير جيد جدا، ثم نال درجة الماجستير في علم المعلومات من ذات القسم عام 1995، وكانت أطروحة الرسالة بعنوان «بناء نظام خبير للخدمات المرجعية في مكتبة مركز المعلومات ودعم اتخاذ القرار». كما حصل على درجة الدكتوراه من نفس القسم في علم المعلومات عام 1998 وكانت أطروحة الرسالة بعنوان «مراصد البيانات المباشرة في مصر: دراسة لواقعها والتخطيط لمستقبلها».
عمل زين عبد الهادي مديرا ل دار الكتب المصرية اعتبارا من مايو 2011، ثم رئيس مجلس إدارة الهيئة العامة لدار الكتب والوثائق القومية اعتبارا من ديسمبر 2011 وحتى منتصف مايو 2012 وقد قام زين عبد الهادي بإجراءكثير من الإصلاحات خلال تلك الفترة الوجيزة، يعمل زين عبد الهادي حاليا رئيسا لقسم المكتبات بكلية الآداب بجامعة حلوان، كم يقوم بكتابة الروايات والأعمال الفكرية.

## المؤلفات العلمية
1. الحاسوب في المكتبات المدرسية.ط1. القاهرة: الدار الشرقية، 1993.
2. النظم الآلية في المكتبات.ط1. القاهرة: المكتبة الأكاديمية، 1995
3. الإنترنت: العالم على شاشة الكمبيوتر.ط1. القاهرة: المكتبة الأكاديمية، 1995
4. الذكاء الاصطناعي والنظم الخبيرة في المكتبات: مدخل تجريبي للنظم الخبيرة في الخدمات المرجعية.
5. مصادر معلومات المكتبات على شبكة الإنترنت.ط1. القاهرة: ايبيس.كوم، 2001
6. التطورات التربوية والتكنولوجية الحديثة في المكتبات المدرسية.ط1. القاهرة: ايبيس.كوم، 2003.
7. صناعة خدمات المعلومات.ط1. القاهرة: ايبيس.كوم، 2004.
8. محركات البحث على الإنترنت. القاهرة: إيبيس، 2006.
9. الميتاداتا. القاهرة: إيبيس، 2006.
10. تكنولوجيا المعلومات والاتصالات في السياق البرلماني – دليل استرشادى. القاهرة: الأمم المتحدة، 2006.

## الأعمال الإبداعية
أولا: الأعمال الروائية
1. المواسم. صدرت عن دار العربي للنشر والتوزيع، عام 1995.
2. التساهيل في نزع الهلاهيل. صدرت طبعتها الأولى عن الهئية المصرية العامة للكتب عام 2005، وصدرت طبعتها الثانية عن دار شمس للنشر والتوزيع عام 2008.
3. مرح الفئران. صدرت عن دار ميريت للطبع والنشر، عام 2006.
4. دماء أبوللو صدرت عن دار ميريت للطبع والنشر، عام 2008.
5. نقد العقل المصري المعاصر صدر عن دار شمس، عام 2009.
6. أسد قصر النيل صدر عن ميريت، عام 2011.

ثانيا: القصص القصيرة
نشر د.عبد الهادي عشراتالقصص القصيرة في المجلات الأدبية والصحف العربية خلال الفترة من 1986 حتى الآن.